# Изатовци
Изатовци су насеље у Србији у општини Димитровград у Пиротском округу. Према попису из 2022. било је 15 становника.
Овде се налази Манастир Изатовац.

## Историја
Насеље се између два светска рата налазило у Царибродском срезу.

## Демографија
У насељу Изатовци живи 28 пунолетних становника, а просечна старост становништва износи 69,2 година (68,0 код мушкараца и 70,4 код жена). У насељу је 2002. године било 18 домаћинстава, а просечан број чланова по домаћинству био је 1,72.
Ово насеље је углавном насељено Бугарима (према попису из 2002. године).
|  |

| Демографија | Демографија | Демографија |
| Година      | Становника  | Становника  |
| ----------- | ----------- | ----------- |
| 1948.       | 366         |             |
| 1953.       | 319         |             |
| 1961.       | 253         |             |
| 1971.       | 201         |             |
| 1981.       | 106         |             |
| 1991.       | 56          | 56          |
| 2002.       | 31          | 31          |
| 2011.       | 28          |             |
| 2022.       | 15          |             |

| Година пописа     | 1948. | 1953. | 1961. | 1971. | 1981. | 1991. | 2002. |
| ----------------- | ----- | ----- | ----- | ----- | ----- | ----- | ----- |
| Број домаћинстава | 66    | 66    | 66    | 59    | 41    | 30    | 18    |

| Број чланова      | 1 | 2  | 3 | 4 | 5 | 6 | 7 | 8 | 9 | 10 и више | Просек |
| ----------------- | - | -- | - | - | - | - | - | - | - | --------- | ------ |
| Број домаћинстава | 6 | 11 | 1 | 0 | 0 | 0 | 0 | 0 | 0 | 0         | 1,72   |

| Пол    | Укупно | Неожењен/Неудата | Ожењен/Удата | Удовац/Удовица | Разведен/Разведена | Непознато |
| ------ | ------ | ---------------- | ------------ | -------------- | ------------------ | --------- |
| Мушки  | 14     | 0                | 11           | 2              | 1                  | 0         |
| Женски | 17     | 1                | 10           | 6              | 0                  | 0         |
| УКУПНО | 31     | 1                | 21           | 8              | 1                  | 0         |

| Пол    | Укупно                    | Пољопривреда, лов и шумарство | Рибарство                            | Вађење руде и камена | Прерађивачка индустрија       |
| ------ | ------------------------- | ----------------------------- | ------------------------------------ | -------------------- | ----------------------------- |
| Мушки  | 11                        | 10                            | 0                                    | 0                    | 1                             |
| Женски | 10                        | 10                            | 0                                    | 0                    | 0                             |
| УКУПНО | 21                        | 20                            | 0                                    | 0                    | 1                             |
| Пол    | Производња и снабдевање   | Грађевинарство                | Трговина                             | Хотели и ресторани   | Саобраћај, складиштење и везе |
| Мушки  | 0                         | 0                             | 0                                    | 0                    | 0                             |
| Женски | 0                         | 0                             | 0                                    | 0                    | 0                             |
| УКУПНО | 0                         | 0                             | 0                                    | 0                    | 0                             |
| Пол    | Финансијско посредовање   | Некретнине                    | Државна управа и одбрана             | Образовање           | Здравствени и социјални рад   |
| Мушки  | 0                         | 0                             | 0                                    | 0                    | 0                             |
| Женски | 0                         | 0                             | 0                                    | 0                    | 0                             |
| УКУПНО | 0                         | 0                             | 0                                    | 0                    | 0                             |
| Пол    | Остале услужне активности | Приватна домаћинства          | Екстериторијалне организације и тела | Непознато            | Непознато                     |
| Мушки  | 0                         | 0                             | 0                                    | 0                    | 0                             |
| Женски | 0                         | 0                             | 0                                    | 0                    | 0                             |
| УКУПНО | 0                         | 0                             | 0                                    | 0                    | 0                             |

| Етнички састав према попису из 2002.‍ | Етнички састав према попису из 2002.‍ | Етнички састав према попису из 2002.‍ | Етнички састав према попису из 2002.‍ | Етнички састав према попису из 2002.‍ |
| ------------------------------------ | ------------------------------------ | ------------------------------------ | ------------------------------------ | ------------------------------------ |
|                                      |                                      |                                      |                                      |                                      |
| Бугари                               | Бугари                               |                                      | 24                                   | 77,41%                               |
| Срби                                 | Срби                                 |                                      | 7                                    | 22,58%                               |

| Етнички састав према попису из 2022.‍ | Етнички састав према попису из 2022.‍ | Етнички састав према попису из 2022.‍ | Етнички састав према попису из 2022.‍ | Етнички састав према попису из 2022.‍ |
| ------------------------------------ | ------------------------------------ | ------------------------------------ | ------------------------------------ | ------------------------------------ |
|                                      |                                      |                                      |                                      |                                      |
| Бугари                               | Бугари                               |                                      | 6                                    | 40%                                  |
| Срби                                 | Срби                                 |                                      | 5                                    | 33,3%                                |
| неизјашњени                          | неизјашњени                          |                                      | 4                                    | 26,7%                                |